# Leslie Valiant
Leslie Gabriel Valiant (28 de março de 1949) é um informático britânico.